# Valeriano Weyler
Valeriano Weyler Nicolau, marqués de Tenerife (Palma de Mallorca, 17. rujna 1838. – Madrid, 20. listopada 1930.) poznat u Kataloniji kao Valerià Weyler i Nicolau, bio je španjolski vojnik.
Weyler je rođen u Palmi de Mallorci 17. rujna 1838. Njegova je majka Španjolka,a otac Nijemac,koji je bio vojni činovnik i školovao se u Granadi. Njegova je obitelj podrijetlom iz Pruske i nekoliko je generacija služila u španjolskoj vojci. Sa šesnaest je godina upisao vojnu školu pješaštva u Toledu i,kada je dobio naslov poručnika, završio ga kao najbolji u svojoj klasi. Dvije godine kasnije postao je kapetan i na vlastiti je zahtjev poslan na Kubu.

## Filipini
1888. poslan je kao kapetan-general na Filipine, gdje se veoma grubo obračunavao s Carolinima, domoradačkim plemenom iz Mindanaa i drugih provincija. Godine 1895. dobio je La Cruz Grande de Maria Cristina ("Veliki križ Marije Cristine) za svoje vođenje trupa na Filipinima. Došao je u Manilu kao siromah, a vratio se kao milijunaš s novcima koje je zaradio primajući mito i darove od filipinskih Kineza za svoje usluge i utjecaje.
Ipak, Weyler je dao dozvolu 20 žena iz Malolosa da se obrazuju i idu u noćnu školu. Mnogi smatraju da je ovo točka preobrazbe u pravu žena na obrazovanje na Filipinima. Početnu dozvolu nije dopustio svećenik Malolosa, koji je smatrao da bi žene uvijek trebale ostajati doma i brinuti za obitelj. Weyler je posjetio Malolos i odobrio dozvolu jer žene još uvijek nisu izgubile svoju nadu za obrazovanjem.

## Španjolska
Tijekom povratka u Španjolsku 1892., dodijeljeno mu je zapovjedništvo nad 6. brigadom u baskijskoj provinciji Navarri. Nakon što su počeli nemiri, premješten je kao kapetan-general u Barcelonu, gdje je ostao do siječnja 1896. U Kataloniji je terorizirao anarhiste i socijaliste.